# Золотой Колос (Ростовская область)
Золото́й Ко́лос — посёлок в Аксайском районе Ростовской области.
Входит в состав Рассветовского сельского поселения.

## География
Посёлок находится около автомагистрали М4 «Дон», на расстоянии 10 км (по дорогам) к северу от города Аксай, административного центра района.

## История
До 1963 года носил наименование населённый пункт подсобного хозяйства фабрики «Щеточник». В 1999 году постановлением Правительства РФ посёлок Щеточник переименован в Золотой Колос.

## Население
| 2002 | 2010 |
| ---- | ---- |
| 187  | ↗747 |

## Улицы
- ул. Вишнёвая,
- ул. Зелёная,
- ул. Степная.